# Велика побутова техніка

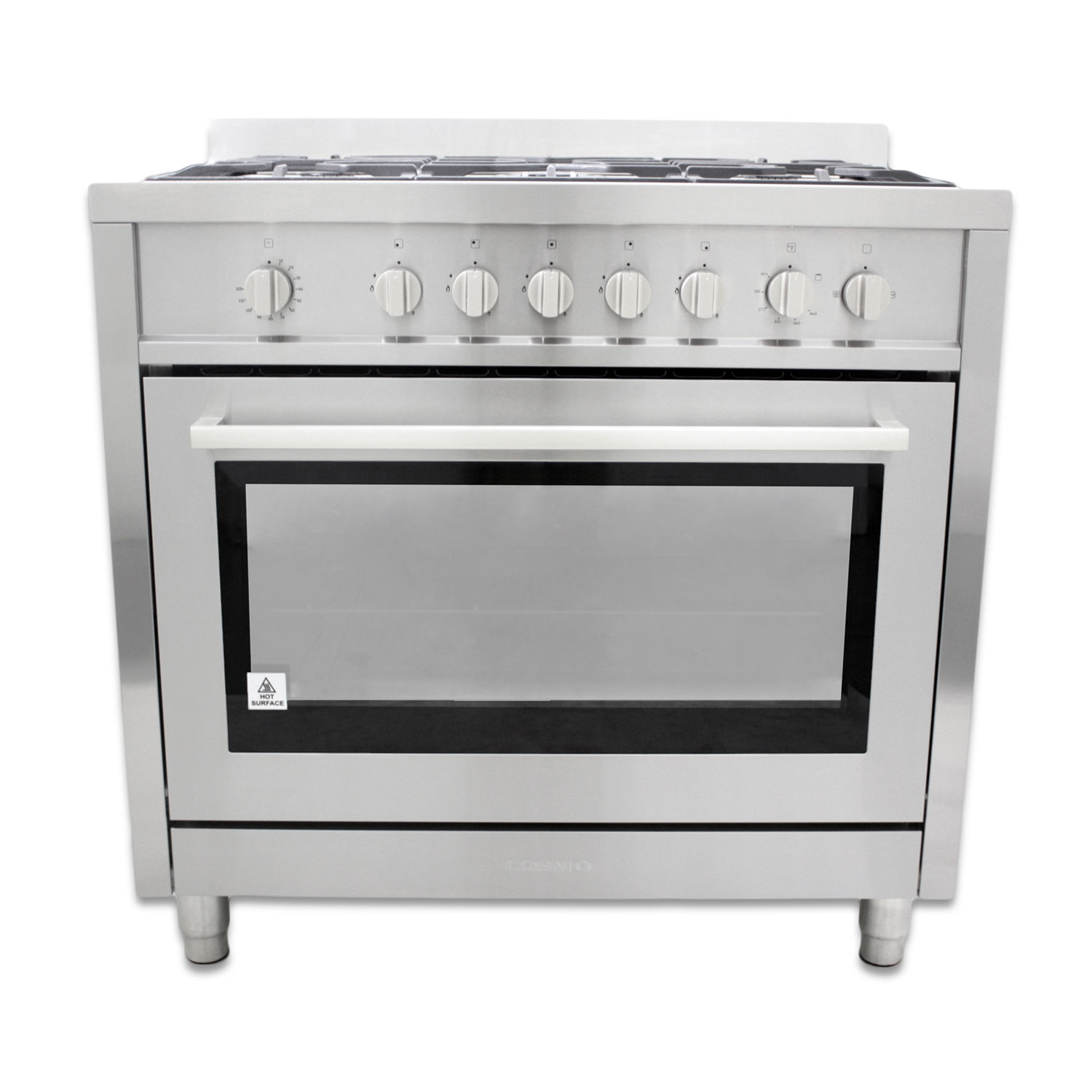
Сучасна газова плита

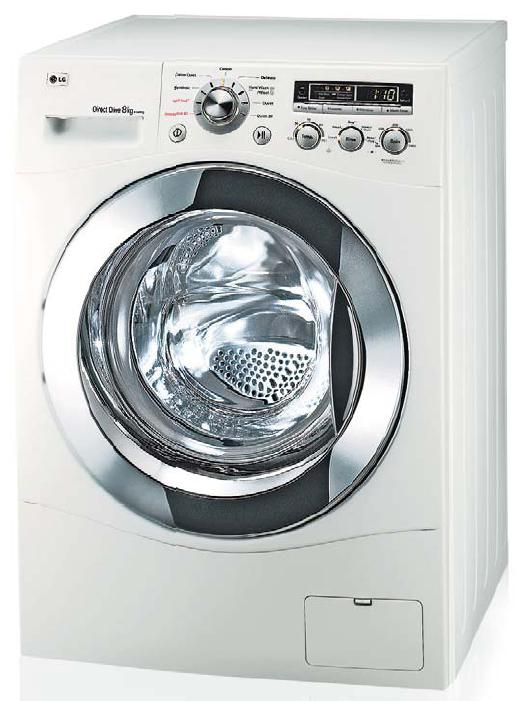
Сучасна пральна машина з переднім завантаженням

До великої побутової техніки відносять великі машини, що використовуються для повсякденних господарських завдань, таких як приготування їжі, прання або збереження продуктів харчування, і які, на відміну від сантехніки, використовують для своєї роботи електрику або паливо.
Велика побутова техніка відрізняється від дрібної розмірами і вагою. Великі прилади можуть мати спеціальні електричні з'єднання, з'єднання з джерелами газо- і водопостачання, системами водовідведення та вентиляції, які можуть бути постійно підключені до приладів. Це обмежує їх розміщення в будинку.
Багато великих побутових приладів виготовлено з листової сталі з емалевим покриттям, яке в середині XX століття було зазвичай білого кольору. Звідси походження терміна «білі товари» (англ. white goods), який набув поширення насамперед у країнах, де говорять на британській англійській, хоча визначення терміна «білі товари» можуть різнитися. У США термін «білі товари» також може стосуватися білизни. Оскільки великі побутові прилади споживають значну кількість енергії, країни і компанії-виробники стали приділяти велику увагу підвищенню їхньої енергоефективності. Підвищення енергоефективності може вимагати змін у конструкції приладів або вдосконалених систем управління.

## Бренди
У перші роки електрифікації багато побутових приладів виготовлялися тими ж компаніями, які виготовляли обладнання для генерації і розподілу електроенергії. Хоча деякі з цих брендів збереглися і понині, навіть якщо лише в якості ліцензованого використання старих популярних торговельних марок, сьогодні багато великих побутових приладів виробляється компаніями, що спеціалізуються на конкретних приладах.

## Типи
Основні великі побутові прилади можуть бути грубо розподілені наступним чином:
| - Холодильне обладнання - Морозильна камера - Холодильник - Кулер | - Прилади для приготування їжі - Кухонна плита - Мікрохвильова піч | - Обладнання для миття, прання і сушіння - Посудомийна машина - Сушильна шафа - Пральна машина - Сушильна машина | - Прилади для опалення, охолодження і вентиляції - Кондиціонер - Водонагрівач - Кухонна витяжка |

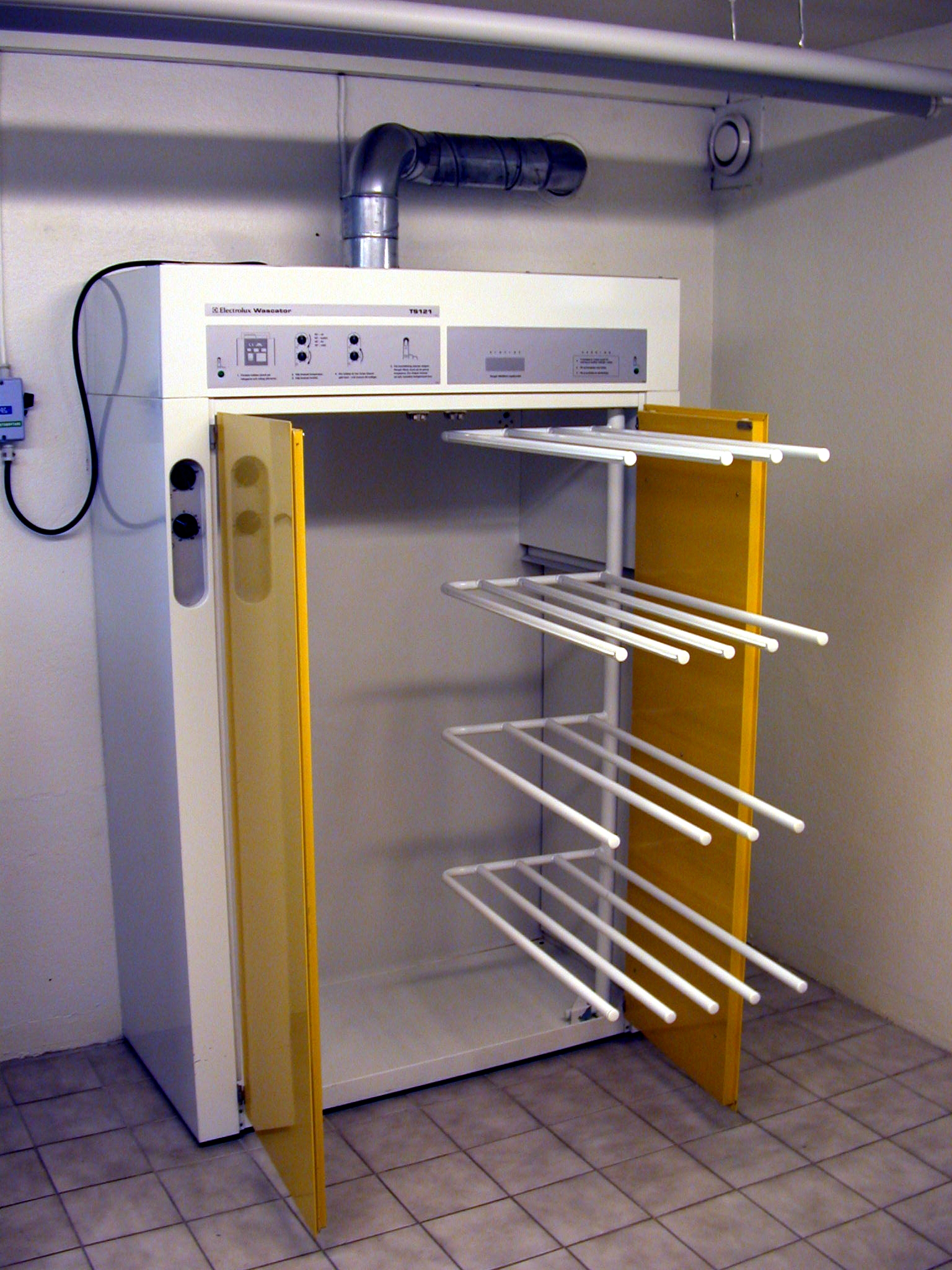
Сушильна шафа